# Nogometna zona ZO Bjelovar 1980./81.
Nogometna zona ZO Bjelovar, također i pod nazivima Nogometna zona Zajednice općina Bjelovar, Zonska nogometna liga ZO Bjelovar za sezonu 1980./81. je predstavljala ligu petog stupnja nogometnog prvenstva Jugoslavije. 
 
Sudjelovalo je 14 klubova, a prvak je bila "Lokomotiva" iz Koprivnice.  

## Ljestvica
| mj. | klub                          | ut. | pob. | ner. | por. | gol+ | gol- | bod |
| --- | ----------------------------- | --- | ---- | ---- | ---- | ---- | ---- | --- |
| 1.  | Lokomotiva Koprivnica         | 26  | 16   | 6    | 4    | 57   | 30   | 38  |
| 2.  | Proleter Garešnički Brestovac | 26  | 17   | 3    | 6    | 60   | 23   | 37  |
| 3.  | Daruvar                       | 26  | 13   | 5    | 8    | 45   | 30   | 32  |
| 4.  | Fenor Nova Rača               | 26  | 13   | 4    | 9    | 48   | 35   | 30  |
| 5.  | Čelik Križevci                | 26  | 13   | 4    | 9    | 44   | 34   | 30  |
| 6.  | Pitomača                      | 26  | 11   | 6    | 9    | 50   | 36   | 28  |
| 7.  | Česma Bjelovar                | 26  | 10   | 7    | 9    | 45   | 38   | 27  |
| 8.  | Mladost Ždralovi              | 26  | 10   | 4    | 12   | 31   | 31   | 24  |
| 9.  | TVIN Virovitica               | 26  | 10   | 4    | 12   | 35   | 47   | 24  |
| 10. | Borac Ferdinandovac           | 26  | 7    | 7    | 12   | 41   | 46   | 22  |
| 11. | Borac Drnje                   | 26  | 8    | 5    | 13   | 35   | 54   | 21  |
| 12. | Hajduk Pakrac                 | 26  | 8    | 2    | 16   | 26   | 50   | 18  |
| 13. | Garić Garešnica               | 26  | 6    | 5    | 15   | 37   | 77   | 17  |
| 14. | Osvit Đelekovec               | 26  | 6    | 4    | 16   | 36   | 80   | 16  |

## Rezultatska križaljka
| kratica | klub                          | BORD | BORF | ČEL | ČES | DAR | FEN | GAR | HAJ | LOK | MLA | OSV | PIT | PRO | TVIN |
| --- | ----------------------------- | ---- | ---- | --- | --- | --- | --- | --- | --- | --- | --- | --- | --- | --- | ---- |
| BORD | Borac Drnje                   |      |      |     |     |     |     |     |     |     |     |     |     |     |      |
| BORF | Borac Ferdinandovac           |      |      |     |     |     |     |     |     |     |     |     |     |     |      |
| ČEL | Čelik Križevci                |      |      |     |     |     |     |     |     |     |     |     |     |     |      |
| ČES | Česma Bjelovar                |      |      |     |     |     |     |     |     |     |     |     |     |     |      |
| DAR | Daruvar                       |      |      |     |     |     |     |     |     |     |     |     |     |     |      |
| FEN | Fenor Nova Rača               |      |      |     |     |     |     |     |     |     |     |     |     |     |      |
| GAR | Garić Garešnica               |      |      |     |     |     |     |     |     |     |     |     |     |     |      |
| HAJ | Hajduk Pakrac                 |      |      |     |     |     |     |     |     |     |     |     |     |     |      |
| LOK | Lokomotiva Koprivnica         |      |      |     |     |     |     |     |     |     |     |     |     |     |      |
| MLA | Mladost Ždralovi              |      |      |     |     |     |     |     |     |     |     |     |     |     |      |
| OSV | Osvit Đelekovec               |      |      |     |     |     |     |     |     |     |     |     |     |     |      |
| PIT | Pitomača                      |      |      |     |     |     |     |     |     |     |     |     |     |     |      |
| PRO | Proleter Garešnički Brestovac |      |      |     |     |     |     |     |     |     |     |     |     |     |      |
| TVIN | TVIN Virovitica               |      |      |     |     |     |     |     |     |     |     |     |     |     |      |
| |                               |      |      |     |     |     |     |     |     |     |     |     |     |     |      |
| podebljan rezultat - utakmice od 1. do 13. kola (1. utakmica između klubova) rezultat normalne debljine - utakmice od 14. do 26. kola (2. utakmica između klubova) rezultat nakošen - nije vidljiv redoslijed odigravanja međusobnih utakmica iz dostupnih izvora rezultat smanjen * - iz dostupnih izvora nije uočljiv domaćin susreta prekrižen rezultat - poništena ili brisana utakmica p - utakmica prekinuta 3:0 p.f. / 0:3 p.f. - rezultat 3:0 bez borbe n.i. - nije igrano |                               |      |      |     |     |     |     |     |     |     |     |     |     |     |      |

 Izvori: